# Lista de regiões geográficas intermediárias e imediatas do Amapá

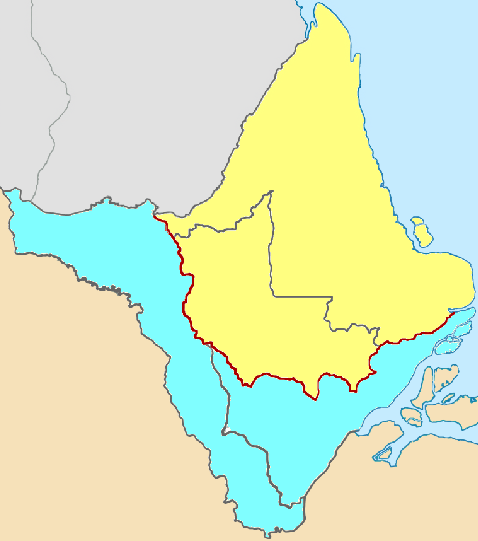
Divisão das regiões intermediárias (vermelho) e imediatas (cinza).

Esta é a lista de regiões geográficas intermediárias e imediatas do Amapá, estado brasileiro da Região Norte do país. O Amapá é composto por 16 municípios, que estão distribuídos em quatro regiões geográficas imediatas, que por sua vez estão agrupadas em duas regiões geográficas intermediárias, segundo a divisão do Instituto Brasileiro de Geografia e Estatística (IBGE) vigente desde 2017. A primeira seção aborda as regiões geográficas intermediárias e suas respectivas regiões imediatas integrantes, enquanto que a segunda trata das regiões geográficas imediatas e seus respectivos municípios, divididas por regiões intermediárias e ordenadas pela codificação do IBGE.
As regiões geográficas intermediárias foram apresentadas em 2017, com a atualização da divisão regional do Brasil, e correspondem a uma revisão das antigas mesorregiões, que estavam em vigor desde a divisão de 1989. As regiões geográficas imediatas, por sua vez, substituíram as microrregiões. Na divisão vigente até 2017, os municípios do estado estavam distribuídos em quatro microrregiões e duas mesorregiões, segundo o IBGE.

## Regiões geográficas intermediárias
| Região geográfica intermediária | Código | Número de municípios | Regiões geográficas imediatas | Código | Número de municípios |
| ------------------------------- | ------ | -------------------- | ----------------------------- | ------ | -------------------- |
| Macapá                          | 1601   | 6                    | Macapá                        | 160001 | 4                    |
| Macapá                          | 1601   | 6                    | Laranjal do Jari              | 160002 | 2                    |
| Oiapoque-Porto Grande           | 1602   | 10                   | Oiapoque                      | 160003 | 6                    |
| Oiapoque-Porto Grande           | 1602   | 10                   | Porto Grande                  | 160004 | 4                    |

## Regiões geográficas imediatas por regiões intermediárias

### Macapá
| Região geográfica imediata | Código | Municípios       |
| -------------------------- | ------ | ---------------- |
| Macapá                     | 160001 | Itaubal          |
| Macapá                     | 160001 | Macapá           |
| Macapá                     | 160001 | Mazagão          |
| Macapá                     | 160001 | Santana          |
| Laranjal do Jari           | 160002 | Laranjal do Jari |
| Laranjal do Jari           | 160002 | Vitória do Jari  |

### Oiapoque-Porto Grande
| Região geográfica imediata | Código | Municípios              |
| -------------------------- | ------ | ----------------------- |
| Oiapoque                   | 160003 | Amapá                   |
| Oiapoque                   | 160003 | Calçoene                |
| Oiapoque                   | 160003 | Cutias                  |
| Oiapoque                   | 160003 | Oiapoque                |
| Oiapoque                   | 160003 | Pracuuba                |
| Oiapoque                   | 160003 | Tartarugalzinho         |
| Porto Grande               | 160004 | Ferreira Gomes          |
| Porto Grande               | 160004 | Pedra Branca do Amapari |
| Porto Grande               | 160004 | Porto Grande            |
| Porto Grande               | 160004 | Serra do Navio          |